# Bonnyville No 87

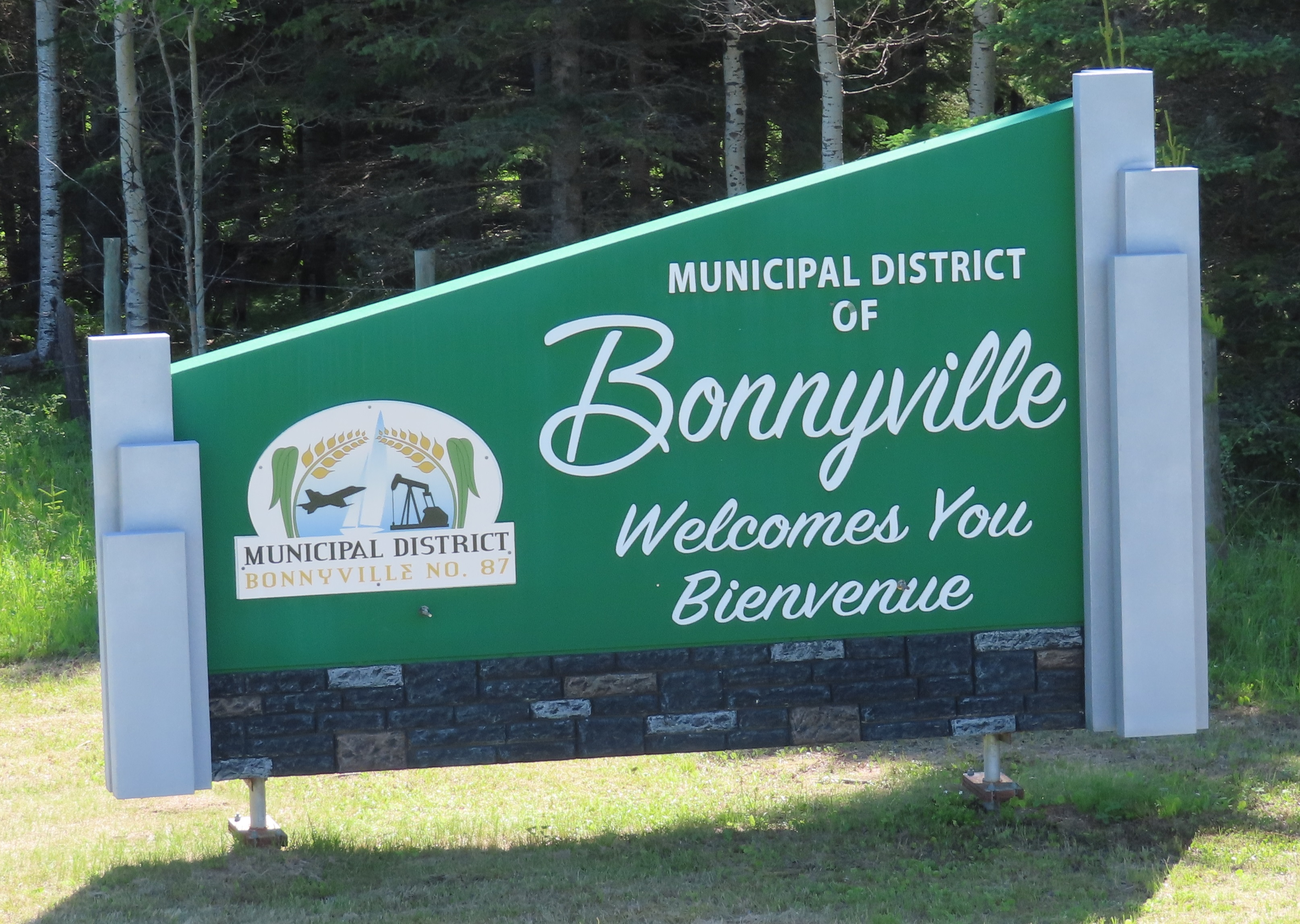
Panneau de bienvenue

Le district municipal de Bonnyville No 87 (anglais : Bonnyville No. 87) est un district municipal situé dans la province d'Alberta, au Canada.

## Communautés et localités
Cités
- Cold Lake

Bourgs
- Bonnyville

Villages
- Glendon

Villages d'été
- Bonnyville Beach
- Pelican Narrows

Hameaux
- Ardmore
- Beaver Crossing
- Beaverdam
- Cherry Grove
- Fort Kent
- La Corey
- Therien

Localités
- Anshaw
- Bank Bay
- Beacon Corner
- Beaver River
- Big Meadow
- Birch Grove Estates
- Bordenave
- Cherry Ridge Estates
- Columbine
- Dirleton
- Durlingville
- Elizabeth
- Ethel Lake
- Flat Lake
- Fontaine Developpment
- Franchere
- Fresnoy
- Goodridge
- Gurneyville
- Happy Hollow
- Holyoke
- Hoselaw
- Iron River
- Lessard
- Model Developpment
- Moose Lake Estates
- Muriel Lake
- Nicholson Subdivision
- Northshore Heights
- Rat Lake
- Rife
- Smith Lake
- Sputinow
- Sunset Beach
- Sunset View Beach
- Truman
- Turcotte Division
- Vezeau Beach

## Démographie
| 2011   | 2016   |
| ------ | ------ |
| 11 191 | 12 760 |

,